# Thamnobryum subseriatum
Thamnobryum subseriatum är en bladmossart som beskrevs av Benito C. Tan 1989. Thamnobryum subseriatum ingår i släktet rävsvansmossor, och familjen Neckeraceae. Inga underarter finns listade i Catalogue of Life.